# Amy Allen
Amy Allen es una académica y filósofa estadounidense, desarrollando actividades académicas y científicas en el profesorado de investigaciones en artes liberales, tanto de filosofía y estudios sobre la mujer, género, sexualidad, en la Universidad Estatal de Pensilvania, donde también es Jefa de Departamento del Filosofía.
Anteriormente, desde 2006 hasta 2012, fue profesora distinguida Parents, de investigación en humanidades, y de filosofía, género y estudios sobre la mujer en Dartmouth College, y fue Jefa de su Departamento de filosofía. Sus investigaciones adoptan un enfoque crítico de los tópicos feministas del poder, e intentando ampliar las comprensiones feministas tradicionales del poder para aplicarlas a los problemas transnacionales.

## Educación y carrera
En 1992, obtuvo su licenciatura (B.A. por la Miami University; y, una maestría y el doctorado en filosofía por la Northwestern University, en 1992 y 1996 respectivamente. Trabajó de 1996 a 1997, como profesora asistente de filosofía en Grinnell College; y, desde 1997 a 1999 profesora asistente de filosofía en Dartmouth College, antes de aceptar un nombramiento permanente allí.
En 2004, fue promovida a profesora asociada; y, recibió un nombramiento cruzado en el Departamento de estudios de género y mujeres.
Ha formado parte del Comité ejecutivo de la División oriental de la Asociación Americana de Filosofía; habiendo sido codirectora ejecutiva de la "Sociedad para la fenomenología y la filosofía existencial", coeditora en jefa  de Constelaciones: una revista internacional de teoría crítica y democrática, y editora de la serie New Directions in Critical Theory publicada por Columbia University Press.

## Obra

### Algunas publicaciones
- The Power of Feminist Theory: Domination, Resistance, Solidarity (168 p. ISBN 0813365554) es una versión revisada de disertaciones de Allen, centradas en evaluar los entendimientos feministas preexistentes, sobre el poder combinando la intuición ofrecida por los postestructuralistas con la de la teoría crítica normativa, a pesar del hecho de que a menudo se considera que los dos campos son diametralmente opuestos.[2][4] El poder es claramente un concepto crucial para la teoría feminista. En la medida en que las feministas están interesadas en analizar el poder, es porque les interesa comprender, criticar y, en última instancia, cuestionar el conjunto múltiple de las relaciones de poder injustas que afectan a las mujeres en las sociedades occidentales contemporáneas, incluido el sexismo, el racismo, el heterosexismo y la opresión de clase.[1]

- The Politics of Our Selves: Power, Autonomy and Gender in Contemporary Critical Theory (248 p. ) Para que la teoría crítica sea verdaderamente crítica, argumenta Allen, tendrá que prestar mayor atención al fenómeno de la sujeción y tendrá que pensar en los desafíos que plantea la noción de sujeción para la concepción teórico-crítica de la autonomía. En particular, Allen discute en detalle cómo las aspiraciones normativas de la teoría crítica de Habermasian deben ser refundidas a la luz de la explicación de la sujeción de Foucault y Butler. Este libro es original, tanto en su intento de pensar en poder y autonomía simultáneamente como en su esfuerzo por llevar el trabajo de Foucault y Habermas a un diálogo productivo.[5]
  - - con un tercer volumen. The End of Progress: Critical Theory in Postcolonial Times.[2] The Power of Feminist Theory. El segundo libro, con su tercer volumen, globalmente tiene cimientos de su primer libro, de cerrar la brecha entre la teoría crítica de Foucault y de Habermas.[2][6]

#### Artículos
- “Emancipation without Utopia:  Subjection, Modernity, and the Normative Claims of Feminist Critical Theory,” Hypatia 30: 3 (verano de 2015).

- “Domination in Global Politics:  A Four-Dimensional View,” Domination and Global Political Justice:  Conceptual, Historical, and Institutional Perspectives, ed. Barbara Buckinx, Jonathan Trejo-Mathys, & Timothy Waligore  (New York:  Routledge, 2015).

- “Philosophy at/of the Limit,” ed. Amy Allen & Anthony Steinbock, tópico especial de J. of Speculative Philosophy (SPEP suplemento) 28: 3 (2014).